# Busseaut
Busseaut is een gemeente in het Franse departement Côte-d'Or (regio Bourgogne-Franche-Comté) en telt 66 inwoners (2009). De plaats maakt deel uit van het arrondissement Montbard.

## Geografie
De oppervlakte van Busseaut bedraagt 10,0 km², de bevolkingsdichtheid is dus 6,6 inwoners per km².
De onderstaande kaart toont de ligging van Busseaut met de belangrijkste infrastructuur en aangrenzende gemeenten.

## Demografie
Onderstaande figuur toont het verloop van het inwonertal (bron: INSEE-tellingen).